# Zbigniew Badura
Zbigniew Badura (ur. 27 lipca 1920 w Libicy pow. Cieszyn) – polski konstruktor lotniczy, szybownik.

## Życiorys
Syn Jana i Anny z domu Glajcar. W 1939 r. uzyskał małą maturę, ale wybuch wojny przerwał jego edukację. Do zakończenia działań wojennych pracował w Rabce w przedsiębiorstwie drogowym. Wznowił naukę w 1945 r. i w Liceum dla dorosłych im. J. Sobieskiego w Krakowie gdzie w 1946 r. zdał maturę. W tym samym roku został przyjęty na I rok studiów na Wydziale Mechanicznym Politechniki Śląskiej, a następnie przeniósł się na oddział lotniczy Wydziałów Politechnicznych przy Akademii Górniczo-Hutniczej w Krakowie. W 1951 r. uzyskał tytuł inżyniera mechanika i magistra nauk technicznych w zakresie lotnictwa.
Od maja 1951 r. rozpoczął pracę w Szybowcowym Zakładzie Doświadczalnym jako starszy konstruktor. Od 1954 r. zajmował stanowisko kierownika Działu Prototypów. Był członkiem zespołów opracowujących projekty szybowców SZD-8 bis Jaskółka, SZD-9 bis Bocian oraz SZD-13 Wampir. W 1952 r. wspólnie z inż. Władysławem Okarmusem i inż. Janem Dyrkiem pracował przy projekcie szybowca treningowego SZD-12 Mucha 100. 
W 1955 r. jako główny konstruktor prowadził prace nad szybowcem szkolno-treningowym SZD-15 Sroka, a w 1959 r., również jako główny konstruktor, pracował nad szybowcem treningowym SZD-16 Gil. W 1960 r. opracował projekt wstępny (aerodynamiczny) szybowca treningowo-wyczynowego SZD-25 Lis. 
W 1960 r. wspólnie z inż. Tadeuszem Łabuciem pracował nad projektem dwukadłubowego szybowca doświadczalnego SZD-28 (latające laboratorium). 
Od 1962 r. pracował na stanowisku zastępcy kierownika Biura Konstrukcyjnego, a w 1963 r. objął stanowisko Głównego Inżyniera Zakładów Sprzętu Lotnictwa Sportowego, zastępcy dyrektora do spraw technicznych.

## Działalność sportowa
W sierpniu 1939 r. w Szkole Szybowcowej Goleszów uzyskał kategorię pilota szybowcowego A i B. W 1956 r. kontynuował szkolenie szybowcowe w celu uzyskania kategorii C. Jednak ze względu na problemy zdrowotne musiał zrezygnować z latania szybowcowego.